# Montego Bay United Football Club
Maillots
Actualités
Le Montego Bay United Football Club est un club jamaïcain de football basé à Montego Bay. Il porte jusqu'en 2012 le nom de Seba United.

## Histoire
Depuis 2011, le numéro 2 est retiré au Montego Bay UFC, en hommage à Stephen Malcolm. Le milieu défensif du club est décédé en 2011, à la suite d'un accident de voiture après un match contre la Bulgarie, disputé à Kingston.

## Palmarès
- Championnat de Jamaïque (4)
  - Champion : 1987, 1997, 2014, 2016

- Coupe de Jamaïque (1) 
  - Vainqueur : 1992

- CFU Club Championship
  - Finaliste : 1997

## Anciens joueurs
- Stephen Malcolm
- Theodore Whitmore

## Entraîneurs
- depuis 2015 :  Tim Hankinson
- -2015 :  Carlos Aitor García